# Bulbophyllum teretifolium
Bulbophyllum teretifolium là một loài phong lan thuộc chi Bulbophyllum.